# Späinghausen
Späinghausen ist eine Ortschaft in der Gemeinde Marienheide im Oberbergischen Kreis, Nordrhein-Westfalen, Deutschland.

## Lage und Beschreibung
Der Ort liegt etwa 2,6 km vom Hauptort entfernt.

## Geschichte

### Erstnennung
Im Jahr 1482 wurde der Ort das erste Mal urkundlich erwähnt und zwar „Bei den Kurmedepflichtigen (= erbschafts-steuerpflichtigen) des St. Apostelstiftes in Gummersbrecht wird Johan Speynckhuyss genannt“.
Die Schreibweise der Erstnennung war Speynckhuyss.

## Freizeit

### Wander- und Radwege
Durch Späinghausen führt der Rundwanderweg A7 (Marienheide – Däinghausen – Kotthausen – Schöneborn – Späinghausen – Stülinghausen – Bruchertalsperre – Eberg – Marienheide) mit 9,6 Kilometern Länge.